# Ікона Матері Божої Угринської
Ікона Матері Божої Угриньської — святиня села Угринь Чортківського району Тернопільської області, Україна.

## Історія
Згідно легенди, у XVI столітті на горі між Угринем і Чортковом пастухи побачили на дошці, якою накривали криницю, відбиток Божої Матері з Ісусом на руках. Про знахідку звістили людям, а оскільки криниця знаходилась ближче до Чорткова, то віряни з чортківської церкви забрали Образ до себе. Як згадували  літописи, сталося диво: на ранок Святий Образ знову був на криниці, і так повторювалось декілька разів. 
Віряни зробили висновок, що Матір Божа «вибрала» Угринь. Парафіяни з Угриня з почестями забрали Образ до своєї церкви. З часом почали вважати, що Образ має чудодійну силу зцілення, тому він був коронований митрополитом Станіславівським (Івано-Франківським) Йосипом з назвою «Неутомима Поміч».
Ікона з давніх-давен зберігалася у старих дерев'яних церквах, які згоріли. Однак, кожного разу у пожежі чудотворний образ лишався цілим. Пізніше він зайняв місце у новозбудованому храмі Успення Пресвятої Богородиці, який закінчили будувати 1870 року.

## Опис
Настоятель місцевого храму отець Микола Ференц вважає Ікону Божої Матері є надзвичайно цінною:
Ісусик тут зображений у вигляді старця, а це якраз почерк давніх іконописців. Коли я прийшов сюди на парафію, старожили розповідали мені, що польські фахівці хотіли реставрувати Образ, бо лики святих дуже потемніли від часу. Однак жодна фарба не підходила, тому усе залишили як є. І ось декілька років тому сталося диво, ми з парафіянами зауважили, що Ікона дивним чином сама по собі світліє. Особливо це спостерігаємо на Великдень.